# Valetoniella
Valetoniella es un género de hongos en la familia Niessliaceae. El género contiene tres especies.